# Wimbledon Championships 1924
Die 44. Auflage der Wimbledon Championships fand 1924 auf dem Gelände des All England Lawn Tennis and Croquet Club an der Church Road statt. 

## Herreneinzel
Im ersten rein französischen Finale besiegte Jean Borotra seinen Landsmann René Lacoste in fünf Sätzen. Borotra sollte das Turnier 1926 erneut gewinnen.

## Dameneinzel
Bei den Damen marschierte Suzanne Lenglen zunächst gewohnt souverän durch die ersten Runden. Im Viertelfinale konnte sie jedoch die US-Amerikanerin Elizabeth Ryan nur in einem anstrengenden Dreisatzmatch niederringen. Danach zog sich Lenglen wegen Erschöpfung vom Turnier zurück.
Im Finale standen sich Helen Wills und Kathleen McKane Godfree gegenüber. McKane-Godfree siegte in drei Sätzen und sicherte sich damit ihren ersten von zwei Titeln in Wimbledon.

## Herrendoppel
Im Herrendoppel siegten die US-Amerikaner Frank Hunter und Vincent Richards.

## Damendoppel
Hazel Hotchkiss Wightman und Helen Wills konnten die langjährige Siegesserie von Lenglen und Ryan unterbrechen. Sie gewannen das Finale gegen Phyllis Covell und Kathleen McKane Godfree.

## Mixed
Im Mixed waren Kathleen McKane Godfree und Brian Gilbert erfolgreich.

## Quelle
- J. Barrett: Wimbledon: The Official History of the Championships. HarperCollins Publishers, London 2001, ISBN 0-00-711707-8.